# Dylan Riley Snyder
Dylan Riley Snyder (ur. 24 stycznia 1997 w Tuscaloosii) – amerykański aktor znany z m.in. roli Miltona w serialu Z kopyta. Jego matką jest Ashley, a ojcem jest Les Snyder. Ma starszą siostrę - Cassidy (ur. 1985).

## Filmografia
- Ulica Sezamkowa (?)
- Tarzan: The Broadway Musical (2006–2007) jako młody Tarzan
- Wspaniałe zwierzaki (2008–2009) jako Griffin / Hound Dog (głos)
- Valley of the Moon (2009) jako Leo Amatog
- The Orphans' Home Cycle (2009–2010) jako Horace / Buddy / Horace Jr.
- Life During Wartime (2009) jako Timmy Maplewood
- Game On! (2011) jako on sam
- Z kopyta (od 2011) jako Milton Krupnick